# Small Nambas jezici
Small Nambas jezici, jedna od tri podskupine malekula jezika iz unutrašnjosti koji se govore u Vanuatuu na Novim Hebridima u južnom pacifiku. Obuhvaća svega (3) jezika od kojih su dva ugrožena i pred izumiranjem, to su: 
- dixon reef [dix], 50 (1982 SIL).
- letemboi ili small nambas [nms], 800 (Lynch and Crowley 2001).
- repanbitip [rpn], 90 (1983 SIL)

## Vanjske poveznice
- Ethnologue (14th)
- Ethnologue (15th)